# Edecon
Edecon ou Edika, mort en 469, roi des Skires, est un conseiller et un général au service du roi des Huns Attila.
Il est le père d'Odoacre, qui, en 476, dépose l'empereur romain d'Occident Romulus Augustule, dernier empereur romain résidant à Ravenne et devient le maître de l'Italie romaine.

## Biographie

### Sous le règne d'Attila (434-453)
Avec le roi des Gépides Ardaric, il joue un rôle clé dans l'attentat supposé contre Bleda qui permet l'accession au pouvoir d'Attila en 445. 
Après la première paix d'Anatole avec l'empire romain d'Orient, il est envoyé en mission diplomatique à Constantinople. Le ministre de Théodose II, Chrysaphios, tente de le corrompre pour faire assassiner Attila (été 449). Ce plan éventé par Flavius Oreste, Attila réclame l’extradition de Chrysaphios directement à Théodose. 
Edika participe avec ses auxiliaires skires à la campagne en Gaule de 451 et à la bataille de Châlons.

### Après le règne d'Attila
Après la mort d'Attila (453) et la bataille de la Nedao l'année suivante, il s'installe avec son peuple au sud de la région entre Danube et Tisza. 
Il est tué en 469 lors de la défaite de la coalition germanique contre les Ostrogoths près de la Bolia, en Pannonie. Son fils Odoacre se réfugie en Italie par le Norique, suivi par les Skires survivants et de nombreux Ruges et Hérules.